# Paul Weinstein
Paul Weinstein (ur. 5 kwietnia 1878 w Wallendorfie, zm. 16 sierpnia 1964 w Bochum) – niemiecki lekkoatleta specjalizujący się w konkurencjach technicznych (skoku wzwyż, skoku o tyczce, skoku w dal oraz trójskoku), uczestnik letnich igrzysk olimpijskich w Saint Louis (1904), brązowy medalista olimpijski w skoku wzwyż.
Brat Alberta Weinsteina – niemieckiego lekkoatlety, olimpijczyka z Londynu (1908).

## Sukcesy sportowe
- trzykrotny mistrz Niemiec w skoku wzwyż – 1903, 1905, 1906[1]
- mistrz Niemiec w skoku w dal – 1906[2]

| Rok  | Miasto      | Zawody               | Konkurencja                              | Wynik                            |
| ---- | ----------- | -------------------- | ---------------------------------------- | -------------------------------- |
| 1904 | Saint Louis | Igrzyska olimpijskie | skok wzwyż skok o tyczce                 | brązowy medal 7. miejsce         |
| 1906 | Ateny       | Olimpiada letnia     | skok wzwyż z miejsca skok wzwyż trójskok | 7. miejsce 8. miejsce 9. miejsce |

## Rekordy życiowe
- skok wzwyż – 1,778 (1904)
- skok o tyczce – 3,065 (1908)
- skok w dal – 6,88 (1909)
- trójskok – 13,38 (1905)